# Skrajny Barani Karbik
Skrajny Barani Karbik (słow. Predná štrbina) – stosunkowo wybitna przełęcz o wysokości ok. 2330 m, położona w Baraniej Grani, w słowackich Tatrach Wysokich. Siodło Skrajnego Baraniego Karbika oddziela od siebie dwa niżej położone spośród trzech Baranich Zębów. Na południu graniczy z Pośrednim Baranim Zębem, natomiast na północy – ze Skrajnym Baranim Zębem. Przełęcz ma kształt prostokątnego wcięcia. Nie prowadzą na nią żadne znakowane szlaki turystyczne. Możliwe jest wejście na siodło łatwymi drogami z obu stron grani – z Pośredniego Baraniego Karbika i Przełączki za Baranią Kopą.
Pierwszego wejścia na Skrajny Barani Karbik dokonali Zygmunt Klemensiewicz, Jerzy Maślanka i Rudolf Nałęcki przy przejściu Baraniej Grani 24 sierpnia 1923 r.